# Evert Skoglund
Evert Skoglund, född 10 maj 1953 i Milano, Italien, är en italiensk-svensk före detta fotbollsspelare som spelade i bland annat Inter, Lecce och Piacenza på 1970-talet. Skoglund spelade oftast som offensiv mittfältare.
Han är son till fotbollslegendaren Nacka Skoglund och bror till Giorgio Skoglund, också han framgångsrik fotbollsspelare.